# Лобня (газета)
«Ло́бня» — еженедельная газета городского округа Лобня Московской области. Издаётся при поддержке правительства Московской области и администрации городского округа Лобня.
Издание распространяется по подписке, продаётся в киосках города и бесплатно доставляется в социальные объекты Лобни. Газету также можно найти на рекламных стендах информационного агентства. «Лобня» помогает своим читателям следить за событиями, происходящими в городе и области, информирует горожан о деятельности региональных министерств и ведомств, культурной и общественной жизни города.
Еженедельная городская газета «Лобня» выходит на 24 цветных полосах по пятницам. Тираж издания составляет 5 000 экземпляров.
С 29 декабря 2022 года, телеканал «Лобня» прекратил своё вещание

## История
Первый номер газеты «Лобня» вышел 4 марта 1994 года на четырёх полосах.
Первым главным редактором издания стал С. Сокол. Согласно его воспоминаниям, идея создания газеты возникла ещё в январе того же года. Когда Сокол работал в Российской академии государственной службы, его пригласили на общественных началах помочь в создании издания. Он пригласил журналиста Виктора Егоровича Сиворонова, который потом стал заместителем редактора газеты, своего старого товарища фотографа Бориса Сысоева и работавшую на местном кабельном телевидении Ларису Панину. В начале было выявлено много организационных проблем: где верстать, где печатать газету и прочее. Тогда не было места, и материалы для первого номера обсуждались прямо в машине и в коридорах.
Газета была зарегистрирована под № А-5067 в Московской региональной инспекции по защите свободы печати и массовой информации. Тираж газеты «Лобня» в 5 000 экземпляров был напечатан в Мытищинской межрайонной типографии. Первый номер вышел на четырёх полосах, причём на первой и последней странице были элементы сиреневого цвета.
Второй номер газеты вышел во второй половине марта, на этот раз из собственного помещения в доме № 16 по улице Ленина. Появились первые внештатные корреспонденты: П. Колычев, А. Черепанов, П. Уткин.
С седьмого номера июля 1994 года «Лобня» стала выходить 4 раза в месяц на восьми страницах.
В сентябре 1994 года открылась редакция газеты в микрорайоне Красной Поляне, а в октябре — в Луговой. Тираж газеты увеличился до 6 000 экземпляров, а с февраля 1995 года он составил 9500 экземпляров. С. Иванов стал главным редактором. В создании газеты участвовали журналисты И. Хворостина, Ю. Макаров, Ю. Медведев, В. Михайлов, С. Тарусина.
В начале 1996 года редакция газеты «Лобня» получила новое помещение в микрорайоне «Москвич» (ул. Мирная, 13, корп. 2), и в «Городскую газету „Лобню“» влилась телерадиокомпания «Лобня».
19 июля 1999 года «Городскую газету „Лобню“» возглавила Валерия Николаевна Каменева. К коллективу присоединились новые корреспонденты М. Заско, Т. Стеняева.
В апреле 2000 года редакция переехала в новое помещение по адресу улица Дружбы, 6.
В 2001 году вышел первый номер газеты, полностью посвящённый итогам работы всего города за 2000 год и намеченным планам на следующий.
В формировании газеты принимали участие не только постоянные корреспонденты, но и молодёжь. В декабре 2002 года состоялось заседание молодёжной редакции газеты. Было решено периодически публиковать страницу под названием «Большая перемена». Её корреспондентами стали старшеклассники школ № 3, № 7, № 8 и Луговской.
№ 765 газеты «Лобня» (№ 6 за 2009 год) впервые вышел с двумя полноцветными полосами (первой и последней). Начиная с № 16, середина газеты также стала цветной. Периодически выходили номера с 12 или 16 полосами.
1 августа 2008 года на базе ООО "Городская газета «Лобня» Министерством печати и информации Московской области было создано «Лобненское информационное агентство Московской области», директором-главным редактором которого стала В. Каменева. Её заместителями стали Т. Рогова (газета) и Л. Панина (телевидение и радио). С 1 января 2012 года ГБУ преобразовано в ГАУ (Государственное автономное учреждение).
В 2011 году был создан сайт газеты «Лобня», редактором которой стал Д. Рогов.
По состоянию на сентябрь 2021 года главным редактором издания является Юрий Поздняков, а штат сотрудников состоит из 20 человек. Нынешние учредители — «Лобненское информационное агентство Московской области», администрация города Лобня и Международный аэропорт Шереметьево. Нынешний издатель — «Информационный портал «Regions.ru»